# Île de Martigues
Le quartier de l'Île de Martigues abrite les vestiges de deux anciens villages avatiques (un peuple celto-ligure) aujourd'hui enfouis sous la ville moderne de Martigues.

## Historique
Deux campagnes de fouilles ont eu lieu sur le site. La première profite de la rénovation du quartier et s'étend de 1977 à 1987. La seconde est une fouille de sauvetage menée en 2001.

## Localisation
Les deux villages étaient situés à l'embouchure de l'étang de Berre et de l'étang de Caronte (aujourd'hui transformé en canal de Caronte). Il est dans le domaine avatique, à une dizaine de kilomètres au sud de l'oppidum de Saint-Blaise, l'une des importantes villes (étrusque puis grecque) de la région, et à environ 5 km au nord de l'oppidum de Saint-Pierre. Ce dernier oppidum est la principale cité avatique à l'ouest des collines de la Nerthe. Enfin, Marseille, fondée vers 600 av. J.-C., est située à une quarantaine de kilomètres à l'est.

## Premier village
Le premier village date du Ve siècle av. J.-C. Il perdure environ deux siècles et demi. Le site choisi pour la construction du village est un milieu insulaire en plaine. L'organisation des constructions se fait de manière orthogonale et l'ensemble forme un triangle orienté nord-sud.
La technique de réhaussement des murs y est employée, bien que dans des proportions modestes
Une puissante fortification à tours entoure le village au moins jusqu'au milieu du IVe siècle av. J.-C.. La surface du village ainsi protégée est relativement faible avec environ 4 000 m2. Cette petite taille entraine la formation d'un habitat assez standardisé de maisons quadrangulaires à pièce unique. Des ilots d'habitations, simples ou doubles, alternent avec des voies de communication.
Ce village subit trois destructions dues à des incendies et à des évènements militaires vers 440/430, 375/360 et 200/190 av. J.-C.. La dernière destruction, qui serait la conséquence d'une attaque phocéenne, entraine l'abandon du village.

## Second village
Le second village apparait au IIe siècle av. J.-C. Il ne reprend pas les ruines précédentes et s'étend désormais sur un hectare. Cependant, la présence des ruines crée deux zones d'habitations : à l'ouest un village « haut » sur les ruines du premier village et entouré d'un rempart, à l'est un village « bas » au ras de l'eau. Les voies de circulation sont désormais orientées est-ouest. Le village est abandonné comme plusieurs sites provençaux à la fin du IIe siècle av. J.-C.